# Angelika Bengtsson
Angelika Beatrice Bengtsson (nascida a 20 de março de 1990) é uma política sueca e membro do Riksdag, ocupando o assento número 63 pelo círculo eleitoral do Condado de Blekinge pelos Democratas Suecos.
Bengtsson cresceu em Malmö e foi treinada classicamente como dançarina e bailarina no Real Ballet Sueco. Ela também trabalhou como guia turística nos Alpes e como terapeuta ocupacional. Bengtsson foi eleita para o Riksdag em 2014 pelos Democratas Suecos. No parlamento, tem assento na Comissão da Cultura e em 2020 foi eleita Vice-Presidente da Comissão do Conhecimento e Cultura do Conselho Nórdico.